# Kevin Rollins
Kevin Rollins, född 15 november 1952, var VD för Dell perioden 4 mars 2004 fram till 31 januari 2007, då Michael Dell återtog den befattningen.